# تصنيف يو إس نيوز آند وورد ريبورت لأفضل الكليات
تصنيف يو إس نيوز آند وورد ريبورت لأفضل الكليات هو تصنيف سنوي من تصنيفات الكليات والجامعات الأمريكية الذي تصدره يو إس نيوز آند وورد ريبورت ابتداءً من عام 1983. ويعتبر الأكثر اقتباسًا من نوعه في الولايات المتحدة. 
تنقسم التصنيفات إلى أربع فئات: الجامعات الوطنية وكليات الفنون الليبرالية والجامعات الإقليمية والكليات الإقليمية، مع تقسيم الفئتين الأخيرتين إلى الشمال والجنوب والغرب الأوسط والغرب. تستند التصنيفات إلى البيانات التي تجمعها يو إس نيوز آند وورد ريبورت من استطلاع سنوي يتم إرساله إلى كل مدرسة، بالإضافة إلى استطلاعات الرأي لأعضاء هيئة التدريس والإداريين من المدارس الأخرى. تم إنشاء منهجية المنشور بواسطة روبرت مورس، الذي يواصل الإشراف على تطبيقه باعتباره كبير استراتيجيي البيانات. 
تحظى التصنيفات بشعبية لدى عامة الناس ، ويؤثر على أنماط التقديم لكبار السن في المدارس الثانوية. ومع ذلك، فقد تم استنكارها على نطاق واسع من قبل العديد من خبراء التعليم العالي. يجادل المنتقدون بأنهم يتجاهلون التوافق الفردي من خلال مقارنة المؤسسات بمهام متباينة على نطاق واسع على نفس المقياس،  يشيرون إلى دقة زائفة من خلال اشتقاق ترتيب ترتيبي من البيانات المشكوك فيها. 

## روابط خارجية
- الموقع الرسمي